# Heterolepidoderma obesum
Heterolepidoderma obesum is een buikharige uit de familie Chaetonotidae. Het dier komt uit het geslacht Heterolepidoderma. Heterolepidoderma obesum werd in 1967 voor het eerst wetenschappelijk beschreven door d'Hondt. 